# Soheil Ayari
Soheil Ayari (5 de abril de 1970, Aix-les-Bains, Savoie) es un piloto de automovilismo francés. Actualmente compite en la European Le Mans Series para Team Endurance Challenge en la clase LMPC.

## Historial

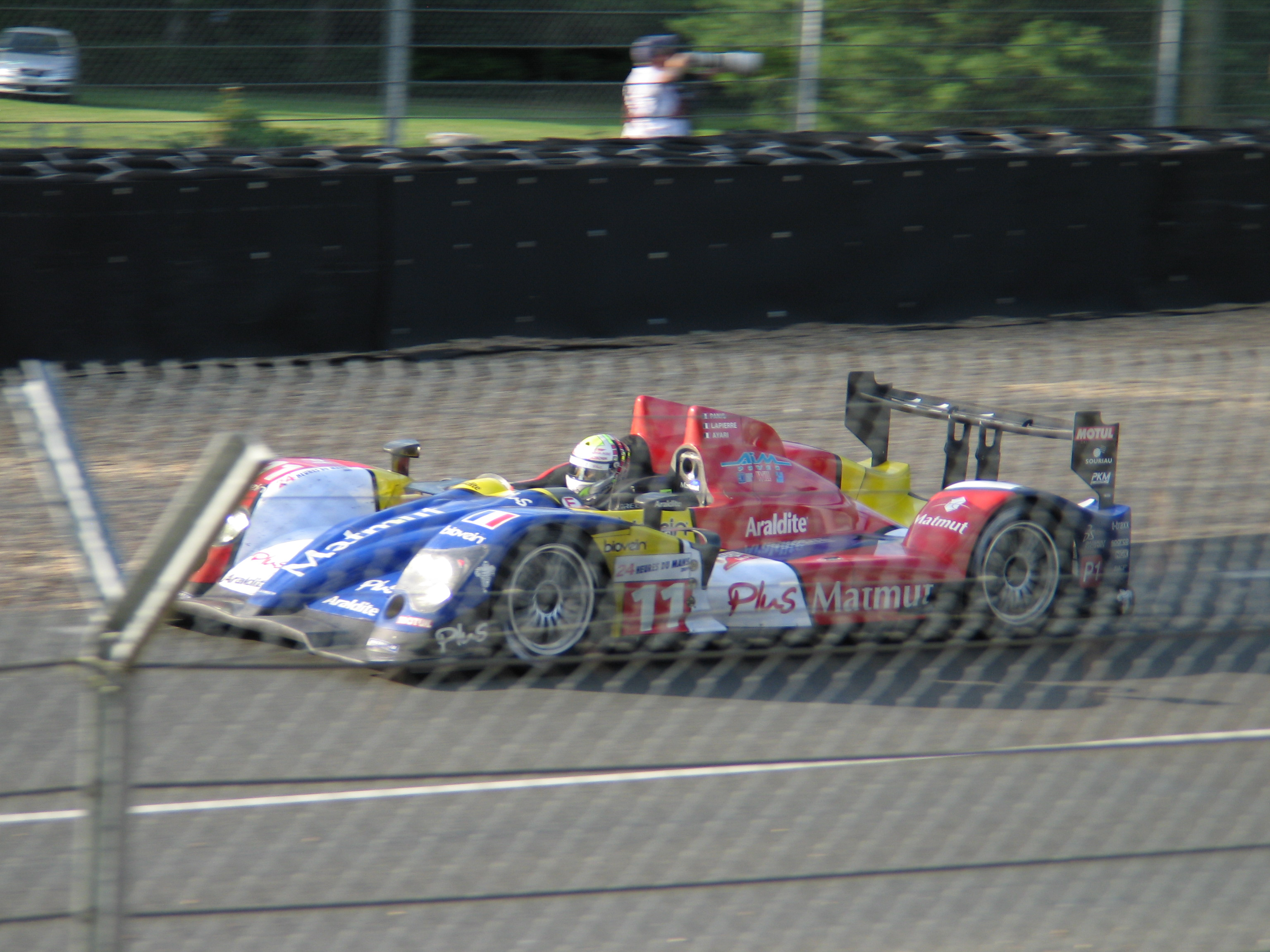
Soheil compitiendo en las 24 horas de Le Mans de 2009

En sus inicios Soheil ganó la Fórmula Ford de Francia en 1994, la Fórmula Tres Francesa en 1996 y el Gran Premio de Macao en 1997, antes de pasar a la Fórmula 3000 Internacional. Desde 1997 hasta 2000, compitió en la categoría telonera de la F1, donde ganó dos carreras y un mejor resultado de un quinto lugar en el campeonato en 1998. Después pasó a competir al Campeonato Francés de Turismos en 2001 donde se convirtió campeón en 2002, 2004 y 2005, los tres conduciendo un Peugeot.
En 2005 empezó a competir en el Campeonato Francés de Gran Turismo. Debido a la desaparición del Campeonato Francés de Turismos, en 2006 compitió más tiempo en el Campeonato Francés de Gran Turismo, donde fue campeón en 2006 y 2007 con la marca Saleen; después de bicampeonato siguió en la categoría, pero compitiendo con una Chevrolet (2008-2009), y una Audi (2010, 2012); fue cuarto en el campeonato en 2008 y en 2010, y quinto en 2009.
En 2011, compitió en la International GT Open, donde fue campeón en la clase Super GT y campeón absoluto. También en ese año, compitió en 4 carreras la Intercontinental Le Mans Cup para el equipo Signatech Nissan en la categoría LMP2, donde logró 4 victorias de clase; aunque no disputó todo el campeonato Soheil fue importante para que el equipo obtuviera el campeonato de equipos en la clase LMP2.
Soheil participó 11 veces de las 24 Horas de Le Mans, donde tiene un mejor resultado de un cuarto puesto en la general en 2004, y en 2010.

## Resultados

### 24 Horas de Le Mans
| Año  | Equipo                | Copilotos                          | Automóvil                 | Clase  | Vueltas | Pos. | Pos. Clase |
| ---- | --------------------- | ---------------------------------- | ------------------------- | ------ | ------- | ---- | ---------- |
| 1997 | Viper Team Oreca      | Tommy Archer Marc Duez             | Chrysler Viper GTS-R      | GT2    | 76      | Ret  | Ret        |
| 1999 | Viper Team Oreca      | David Donohue Jean-Philippe Belloc | Chrysler Viper GTS-R      | GTS    | 271     | Ret  | Ret        |
| 2003 | Pescarolo Sport       | Éric Hélary Nicolas Minassian      | Courage C60-Peugeot       | LMP900 | 352     | 9.º  | 7.º        |
| 2004 | Pescarolo Sport       | Érik Comas Benoît Tréluyer         | Pescarolo C60-Judd        | LMP1   | 361     | 4.º  | 4.º        |
| 2005 | Pescarolo Sport       | Eric Hélary Sébastien Loeb         | Pescarolo C60 Hybrid-Judd | LMP1   | 288     | Ret  | Ret        |
| 2007 | Team Oreca            | Stéphane Ortelli Nicolas Lapierre  | Saleen S7-R               | GT1    | 318     | 16.º | 9.º        |
| 2008 | Team Oreca-Matmut     | Loïc Duval Laurent Groppi          | Courage-Oreca LC70-Judd   | LMP1   | 357     | 8.º  | 8.º        |
| 2009 | Team Oreca-Matmut AIM | Olivier Panis Nicolas Lapierre     | Oreca 01-AIM              | LMP1   | 370     | 5.º  | 5.º        |
| 2010 | AIM Team Oreca-Matmut | Didier André Andy Meyrick          | Oreca 01-AIM              | LMP1   | 369     | 4.º  | 4.º        |
| 2011 | Signatech Nissan      | Franck Mailleux Lucas Ordóñez      | Oreca 03-Nissan           | LMP2   | 320     | 9.º  | 2.º        |
| 2012 | PeCom Racing          | Luis Pérez Companc Pierre Kaffer   | Oreca 03-Nissan           | LMP2   | 352     | 9.º  | 3.º        |

### Campeonato Mundial de Resistencia de la FIA
(Clave) (negrita indica pole position) (cursiva indica vuelta rápida)

| Año  | Escudería    | Clase | Automóvil       | 1   | 2   | 3   | 4   | 5   | 6   | 7   | 8   | Pos. | Puntos | Ref.  |
| ---- | ------------ | ----- | --------------- | --- | --- | --- | --- | --- | --- | --- | --- | ---- | ------ | ----- |
| 2012 | PeCom Racing | LMP2  | Oreca 03-Nissan | SEB | SPA | LMS | SIL | SÃO | BHR | FUJ | SHA | 18.º | 21     | [ 1 ] |
| 2012 | PeCom Racing | LMP2  | Oreca 03-Nissan | 6   | 20  | 7   | 11  |     |     |     |     | 18.º | 21     | [ 1 ] |